# 劉書宏
劉書宏（1987年7月16日—），台灣男演員。以《初戀的情人》入圍「亞洲電視大獎」最佳男配角。

## 生平
劉書宏家族在台北經營水餃店近40年，劉書宏自16歲開始在自家店內幫忙，從招呼客人、點餐、下廚、上菜、結帳、清掃全部一手包辦。2008年，他在店內被廣告公司挖掘。3年內已拍攝35支廣告，從美式餐廳、喜餅到漢堡廣告皆有。2011年涉足主持，與黑人、阿本、Kid、大元和洪棠一同主持Channel V節目《青春學員集合》。
2018年與大元合作《初戀的情人》，也因該劇入圍第24屆亞洲電視大獎，演技備受矚目。同年11月，因飾演《女兵日記女力報到》林書帆一角，劇中人物設定與方馨合作，組成姐弟戀，也讓觀眾都很期待他們未來的發展。
2019年與夏語心合作《男神時代》，劇中初識就「開房間」，因此也讓觀眾引起共鳴。
2022年在《台灣X檔案》首次擔任男主角白正浩，與楊雅筑合作，知名度大大提升，網友們也紛紛大讚劉書宏演技不在話下。

## 電視劇
| 年份 | 頻道                  | 劇名                                  | 角色          |
| 2008 | 台視/三立都會台       | 《鬥牛要不要》                        | 藍地某        |
| 2011 | 痞客邦                | 《4人3床》                            | 夏樹          |
| 2011 | 大愛電視台            | 長情劇展-愛的隨堂考系列《意外的旅程》 | 陳奕修        |
| 2011 | 東森幼幼台            | 《萌學園3魔法號令》                   | 爓王          |
| 2011 | 東森幼幼台            | 《萌學園外傳》                        | 爓王          |
| 2012 | 公視                  | 公視學生劇展《洛希極限》              | 王偉傑        |
| 2012 | 東森幼幼台            | 《萌學園4時空戰役》                   | 爓王          |
| 2013 | 東森幼幼台            | 《萌學園5異界對決》                   | 爓王          |
| 2014 | 東森幼幼台            | 《萌學園6復活之戰》                   | 爓王          |
| 2015 | 台視/三立都會台       | 《他看她的第2眼》                     | 張亞魯        |
| 2015 | 三立都會台/東森綜合台 | 《戀愛鄰距離》                        | 何立揚        |
| 2017 | 三立都會台/東森綜合台 | 《極品絕配》                          | 彭孝彬        |
| 2017 | 台視/東森綜合台       | 《獅子王強大》                        | 鐵不凡        |
| 2018 | 台視/三立都會台       | 《已讀不回的戀人》                    | 彭孝彬        |
| 2018 | TVBS歡樂台            | 《初戀的情人》                        | 董建良        |
| 2019 | 台視/東森綜合台       | 《男神時代》                          | 張少揚        |
| 2019 | TVBS歡樂台            | 《女兵日記-女力報到》                 | 林書帆        |
| 2019 | 中視/TVBS歡樂台       | 《女力報到－小資女上班記》            | 林書帆        |
| 2020 | 民視                  | 《黑喵知情》                          | 梅爾(配音)    |
| 2020 | TVBS歡樂台            | 《女力報到－好運到》                  | 林書帆        |
| 2022 | 中視/中天娛樂台       | 《台灣X檔案》                         | 白正浩 周志遠 |
| 2023 | TVBS歡樂台/台視       | 《加油喜事-守住愛情》                 | 盧傑洛        |
| 2023 | TVBS歡樂台/台視       | 《加油喜事-相信愛情》                 | 盧傑洛        |
| 2025 | 緯來綜合台/東森戲劇台 | 《歡迎光臨 二代咖啡》                 | 瑞珍前男友    |
| 2025 | 華視/公視台語台       | 《拜六禮拜》                          | 陳冠中        |
| 2025 | 三立台灣台            | 《百味人生》                          | 蕭超凡        |

## 電影
| 年份 | 片名                     | 角色    | 導演   |
| ---- | ------------------------ | ------- | ------ |
| 2012 | 《特務M行不行》          | Michael |        |
| 2013 | 《世新大學畢業展這城市》 | 陸子皓  |        |
| 2016 | 《萌學園之尋找磐古》     | 爓王    | 李權峰 |
| 2020 | 《打CALL天團》           | 吳澤    |        |

### 微電影 / 短片
| 年份 | 片名                                | 角色               | 備註                                 |
| 2013 | 愛味男女                            | 可米               |                                      |
| 2013 | 涵碧樓微電影 《因為離開，所以回來》 | 劉書宏，男主角好友 | 導演：楊侑頤；主演：修杰楷、王慶慶。 |
| 2015 | 愛的下一站                          | 大森               |                                      |
| 2019 | 這群人 TGOP 《熱戀期的經典語錄》    | 劉書宏             |                                      |

| 2020 | 這群人 TGOP 哥跟姐的經典語錄 feat.劉書宏 Classic Quotations for Brothers and Sisters （页面存档备份，存于） | 志明哥 |  |

## 舞台劇
- 《再見好不好》
- 《聖誕快樂》

## 主持作品
- 青春全員集合
- 科學偵探團，入圍第50屆金鐘獎 兒童少年節目主持人獎
- 別讓身體不開心，天菜帥廚單元
- 衝吧!小鐵人

## 單曲
- 2019 《水水洗頭沒》鄭茵聲、劉書宏演唱
- 2020 《當你孤單你會想起誰》鄭茵聲、劉書宏演唱

## 獎項紀錄
| 年份 | 頒獎典禮           | 獎項               | 入圍           | 入圍   | 結果 |
| 2015 | 第50屆金鐘獎       | 兒童少年節目主持人 | 《科學偵探團》 | 主持   | 提名 |
| 2020 | 第24屆亞洲電視大獎 | 最佳男配角         | 《初戀的情人》 | 董建良 | 提名 |

## 外部連結
- 劉書宏的Facebook專頁
- 劉書宏的新浪微博
- 劉書宏的Instagram帳戶
- 劉書宏在香港影庫上的簡介